# Liste der Ramsar-Gebiete in Liechtenstein
Die Ramsar-Gebiete in Liechtenstein bestehen aus einem Feuchtgebiet mit einer Gesamtfläche von 101 ha, das unter der Ramsar-Konvention registriert ist (Stand April 2022). Das nach dem Ort des Vertragsschlusses, der iranischen Stadt Ramsar benannte Abkommen ist eines der ältesten internationalen Vertragswerke zum Umweltschutz. In Liechtenstein trat die Ramsar-Konvention am  6. Dezember 1991 in Kraft.
Das Ramsar-Gebiet in Liechtenstein stellt ein Feuchtgebiet einer ehemaligen Riet-Kulturlandschaft dar welche ein Flachmoor und Süßwasserquellen beinhaltet. Es wurden über 450 Farn- und Pflanzenarten nachgewiesen, sowie Moose, Pilze, Wirbellose und stellt ein wichtiges Vogelbrutgebiet dar. Die Feuchtwiesenflächen werden nach einem Managementplan abwechselnd gemäht und gepflegt.
Im Folgenden sind alle Ramsar-Gebiete in Liechtenstein nach Ausweisungsdatum geordnet aufgelistet.
| Nr. | Name des Gebiets | Bild | Ramsar-Gebietsnr. | Ausweisungs- datum | Fläche (ha) | Höhe (m) | Management- plan | Region | Lage                    |
| --- | ---------------- | ---- | ----------------- | ------------------ | ----------- | -------- | ---------------- | ------ | ----------------------- |
| 1   | Ruggeller Riet   |      | 529               | 6. Aug. 1991       | 101         | 430      | Ja               | Vaduz  | 47,25373° N, 9,54703° O |

→ Siehe auch: Flora und Vegetation des Fürstentums Liechtenstein